# Acrolepiopsis
Acrolepiopsis är ett släkte av fjärilar som beskrevs av Reinhardt Gaedike 1970. Acrolepiopsis ingår i familjen Acrolepiidae.
Kladogram enligt Dyntaxa:
| Acrolepiopsis | \| \| Acrolepiopsis assectella \| \| \| \| \| \| Acrolepiopsis betulella \| \| \| \| |
|               | \| \| Acrolepiopsis assectella \| \| \| \| \| \| Acrolepiopsis betulella \| \| \| \| |
|               | Acrolepia                                                                            |
|               |                                                                                      |
|               | Digitivalva                                                                          |
|               |                                                                                      |
|               | Acrolepiopsis assectella                                                             |
|               |                                                                                      |
|               | Acrolepiopsis betulella                                                              |
|               |                                                                                      |

|  | Acrolepiopsis assectella |
|  |                          |
|  | Acrolepiopsis betulella  |
|  |                          |

## Bildgalleri

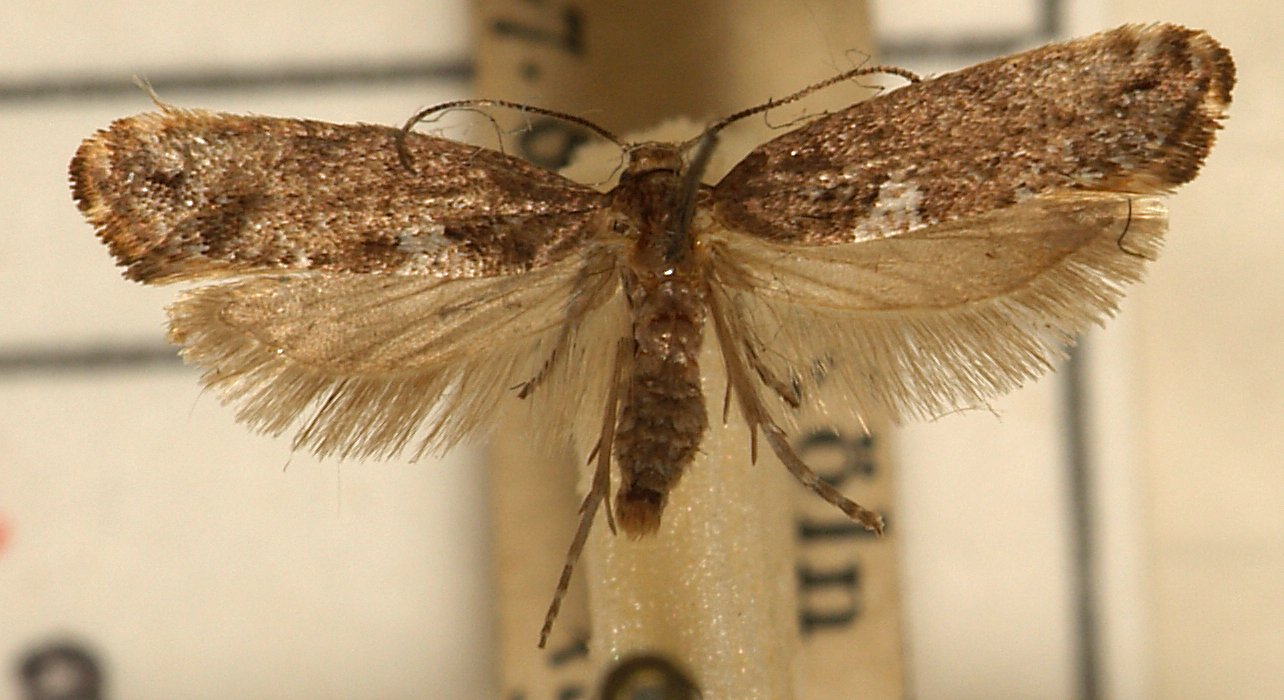
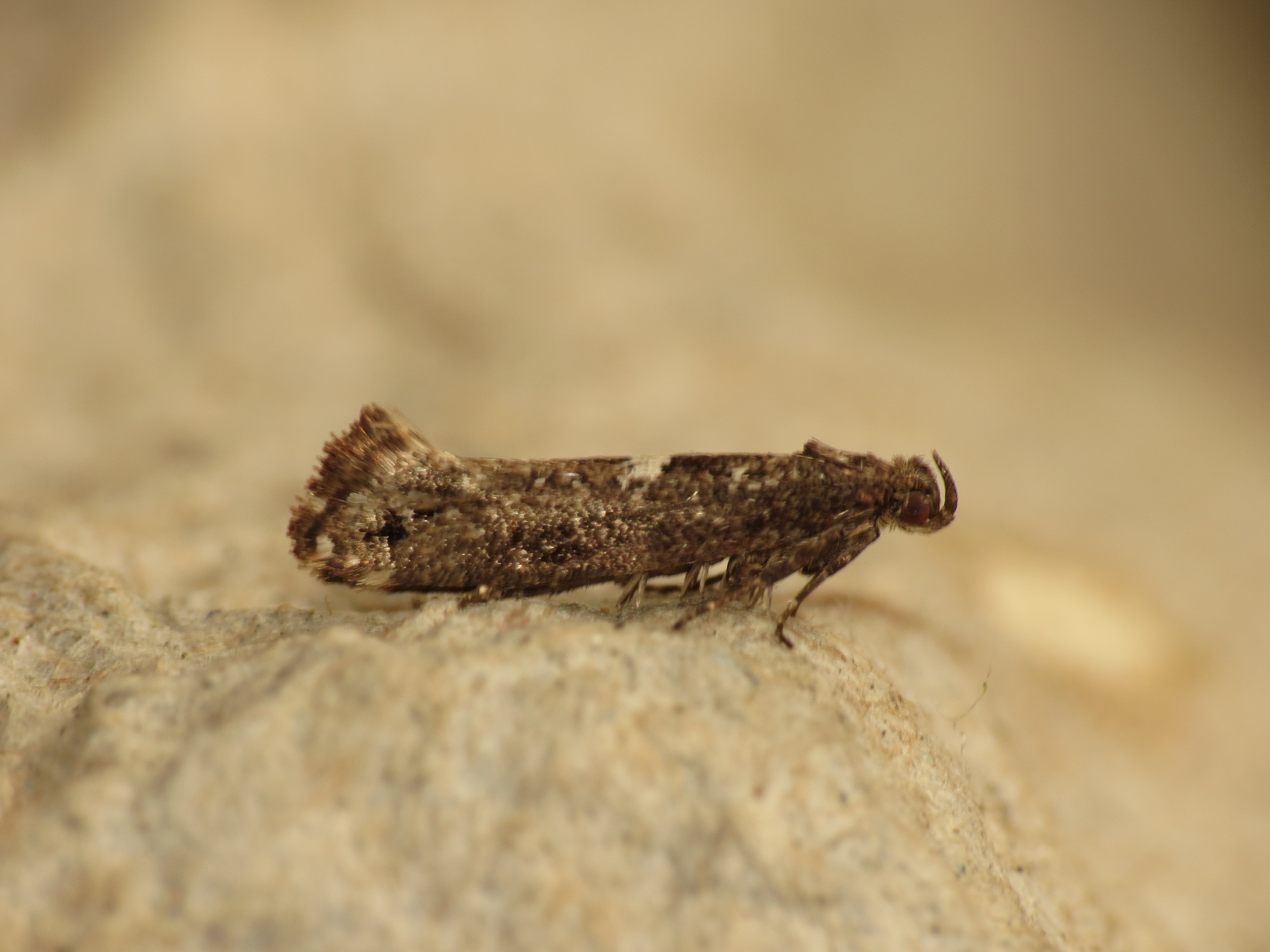
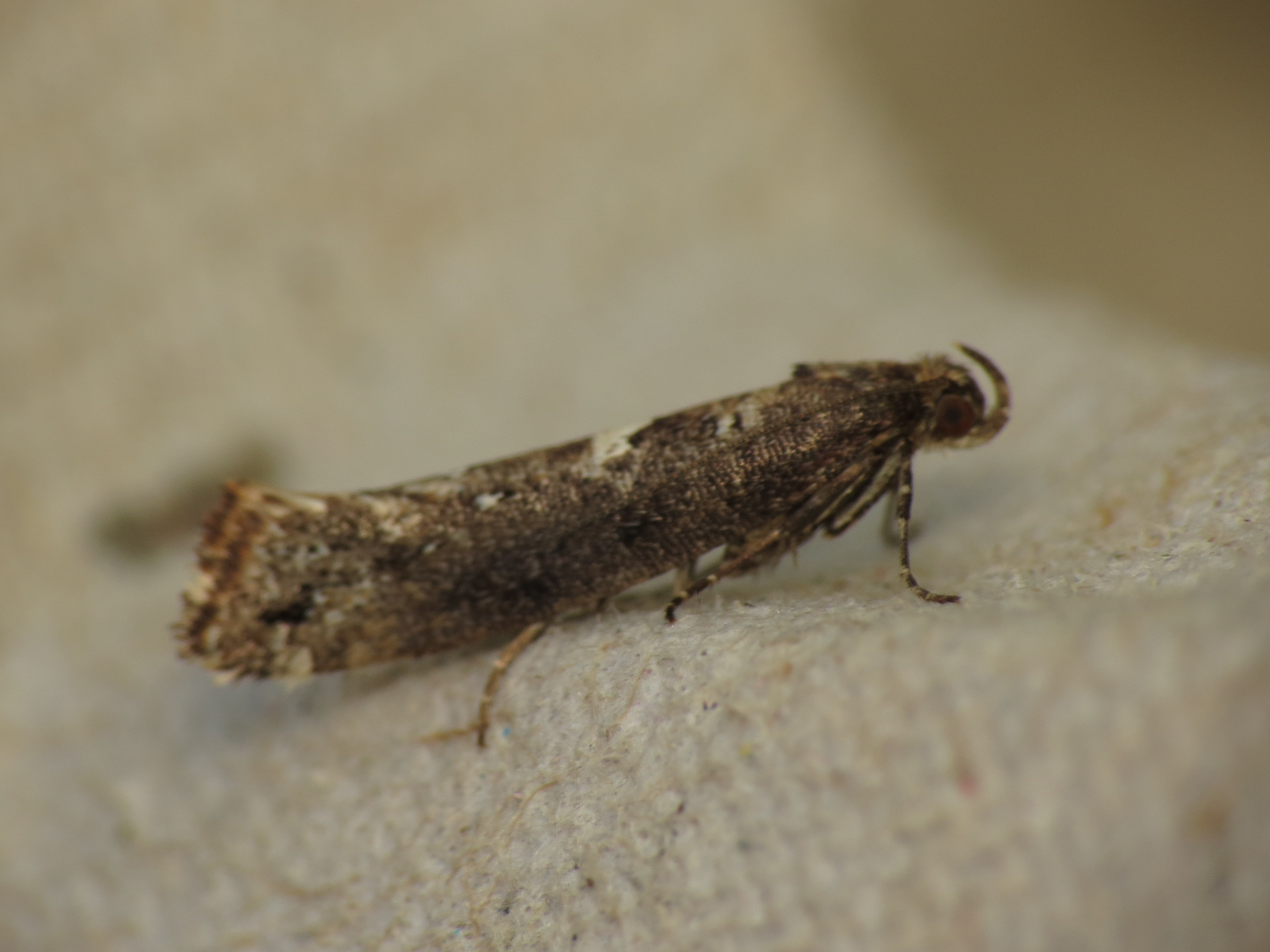
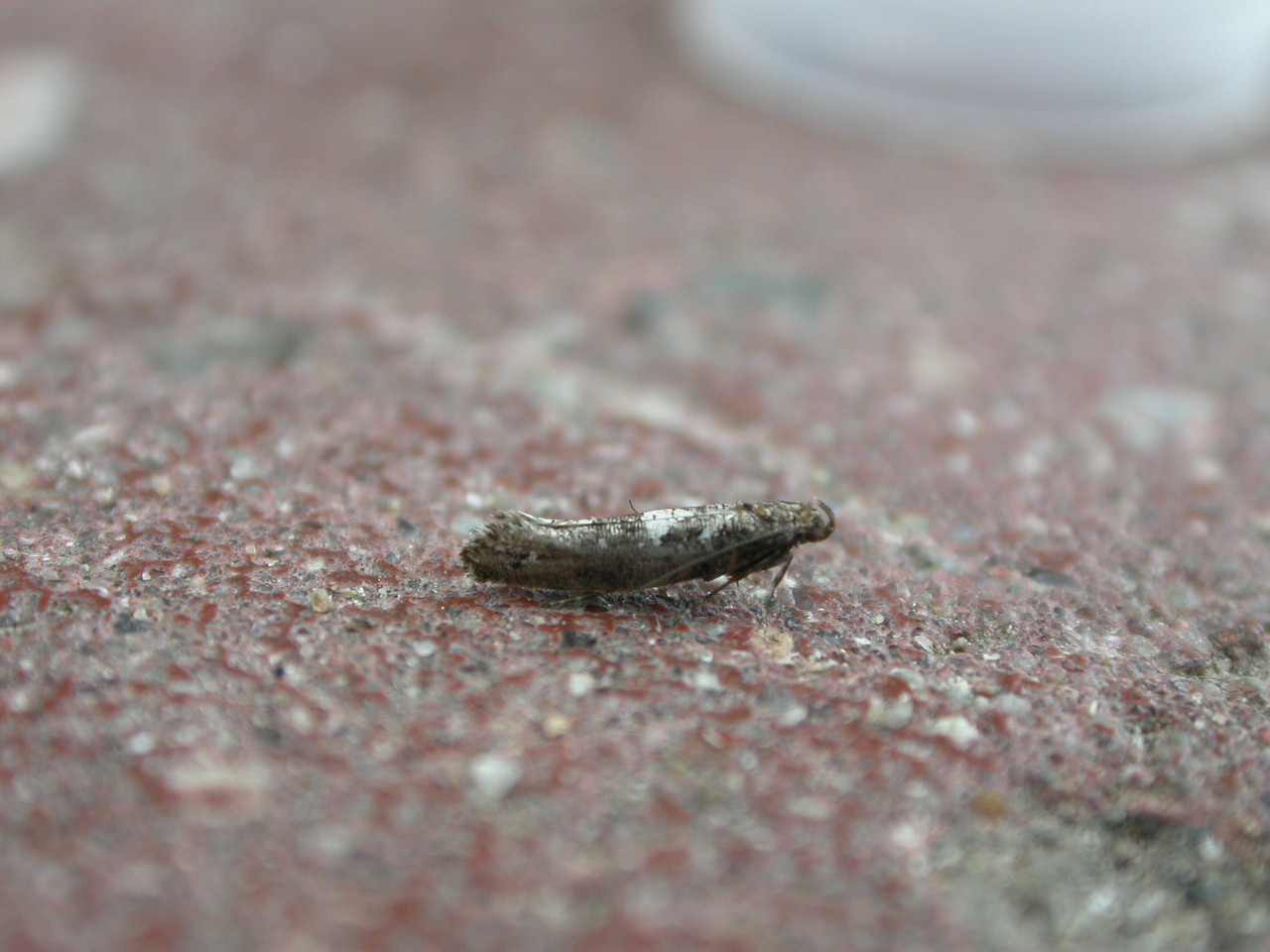
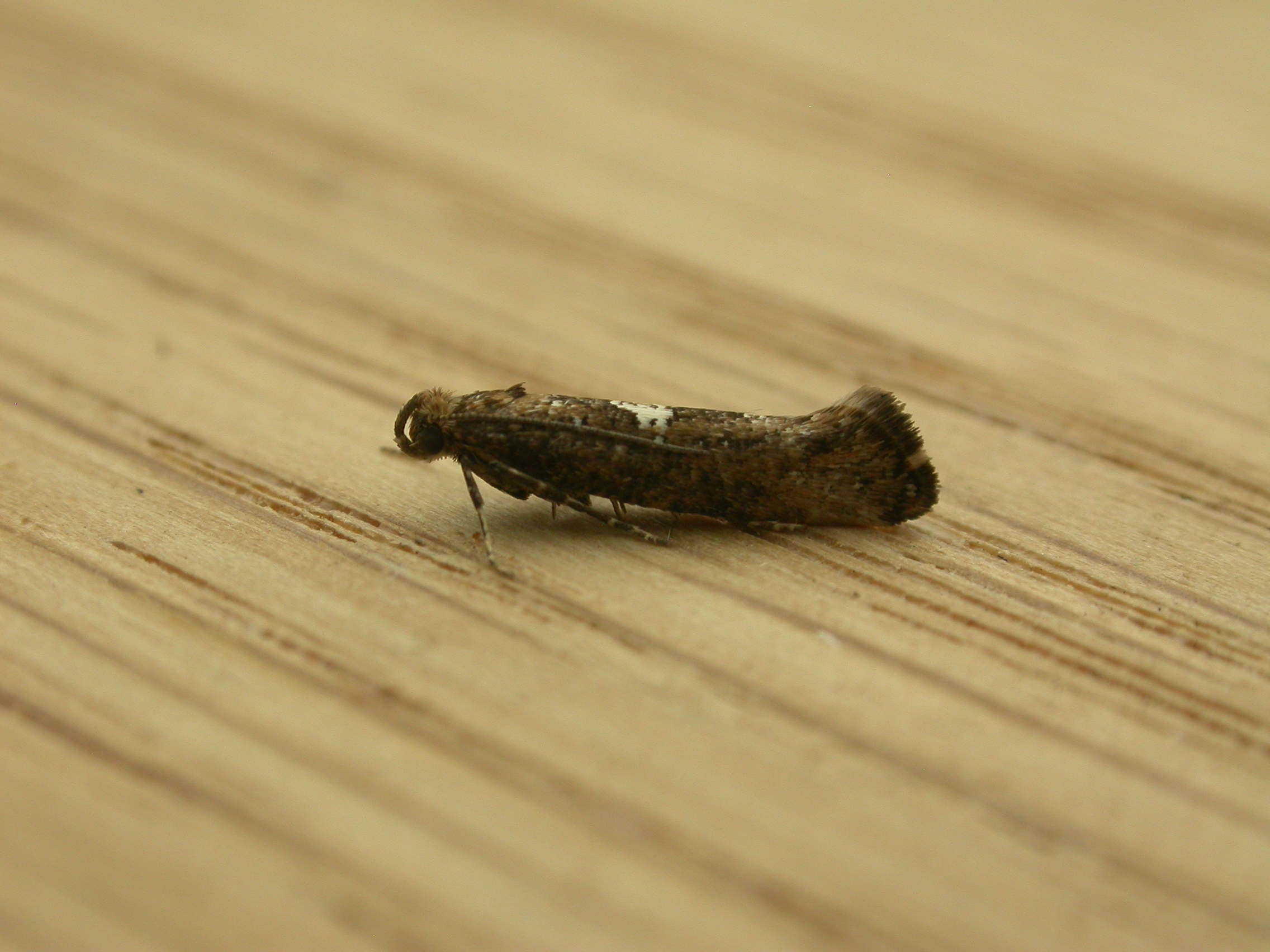
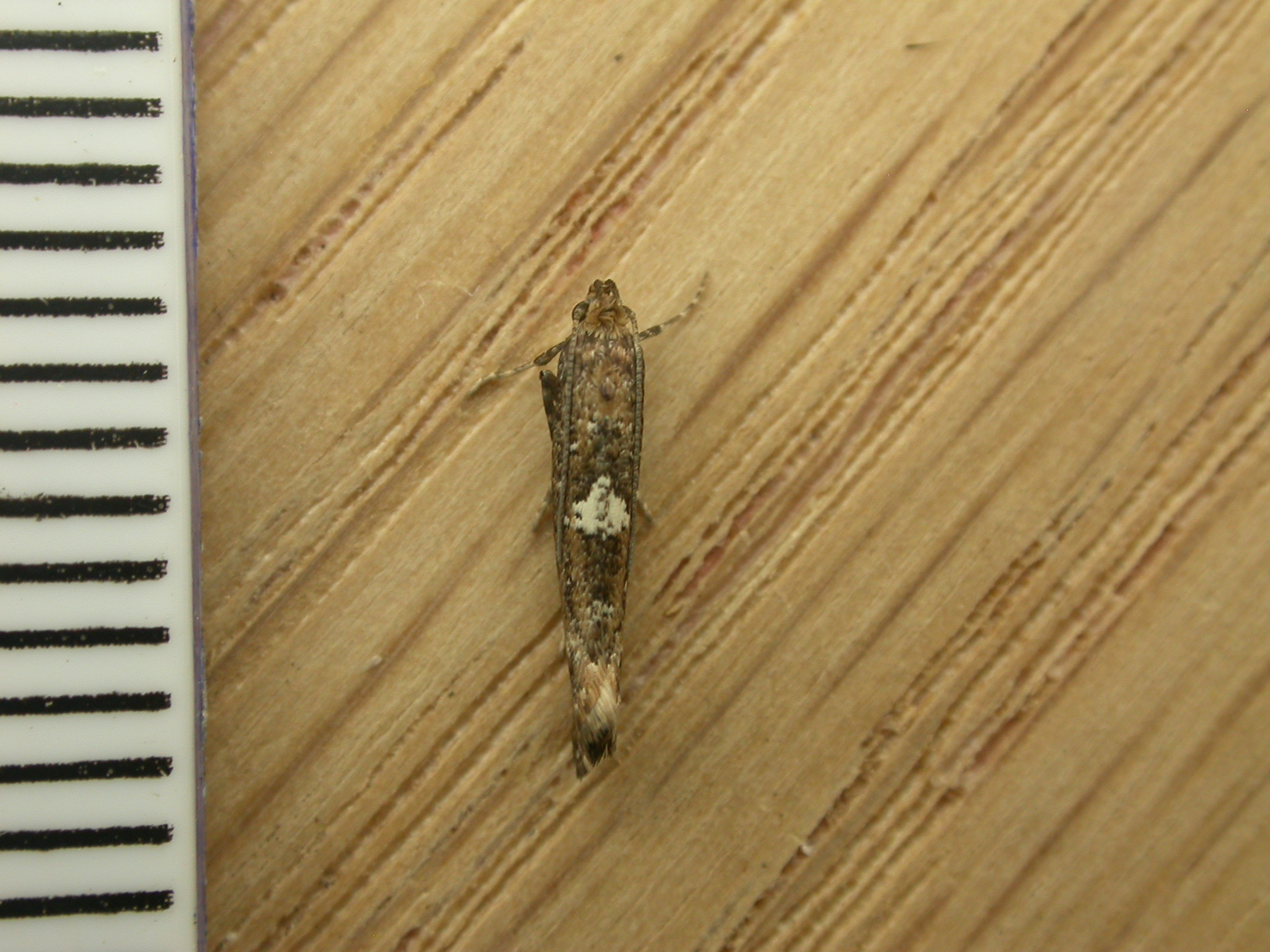